# Zsuzsa Verőci
Zsuzsa Verőci (ur. 19 lutego 1949 w Budapeszcie) – węgierska szachistka, arcymistrzyni od 1978, sędzia klasy międzynarodowej (International Arbiter od 1995). W czasie swojej kariery występowała również pod nazwiskiem Verőci-Petronić.

## Kariera szachowa
Pierwsze sukcesy na arenie międzynarodowej zaczęła odnosić na początku lat 70. XX wieku. W roku 1973 po raz pierwszy wystąpiła w turnieju międzystrefowym, zajmując na Minorce IX miejsce. W kolejnym cyklu rozgrywek o tytuł mistrzyni świata zajęła w turnieju międzystrefowym rozegranym w Roozendaal (1976) V miejsce, natomiast w 1979 osiągnęła w Rio de Janeiro największy sukces w karierze, zajmując w kolejnym międzystrefowym turnieju II miejsce (za Naną Ioseliani) i zdobywając awans do grona pretendentek do tytułu mistrzyni świata. Właśnie z Ioseliani spotkała się w I rundzie meczów pretendentek, ulegając jej w roku 1980 w Donji Milanovacu w stosunku 3 - 6. Do roku 1991 jeszcze czterokrotnie brała udział w turniejach międzystrefowych, nie osiągając sukcesu w postaci awansu do następnego etapu rozgrywek (najlepsze wyniki: VI miejsca w latach 1985 i 1987).
Olimpijski debiut zanotowała w roku 1966 w Oberhausen. Do roku 1992 łącznie dziesięciokrotnie brała udział w olimpiadach (w tym 5 razy na I szachownicy), zdobywając 11 medali: 6 wraz z drużyną (srebrne - 1969, 1978, 1980, 1986; brązowe - 1972, 1982) oraz 5 za wyniki indywidualne (srebrne - 1969, 1980, 1992; brązowe - 1982, 1984).
Wielokrotnie startowała w międzynarodowych turniejach, sukcesy odnosząc m.in. w Budapeszcie (1969, II-III miejsce), Balatonszéplak (1970, II), Sofii (1970, I), Vrnackiej Banji (1971, I-III; 1973, II-III), Perniku (1972, I-IV, turniej strefowy), Belgradzie (1974, II; 1977, I-II; 1979, III), Suboticy (1974, I; 1976, II-III), Puli (1975, II, turniej strefowy) i Zalaegerszeg (1979, II-III, turniej strefowy).
W 2008 r. była sędzią głównym rozegranych w Nalczyku mistrzostw świata kobiet.